# Pantufo
Pantufo ist ein kleines Dorf im Nordosten der Insel São Tomé im Água Grande-Distrikt in São Tomé und Príncipe. Das Dorf befindet sich etwa drei Kilometer südöstlich der Hauptstadt São Tomé an der Inselküste. 2012 wurden in Pantufo 1836 Einwohner gezählt.
Wie viele Orte in São Tomé und Príncipe lebt auch Pantufo maßgeblich vom Tourismus, weshalb es dort viele Ferienhäuser und Angebote für Touristen gibt. Aufgrund der Nähe zur Hauptstadt liegt der internationale Flughafen von São Tomé nur etwa sechs Kilometer von Pantufo entfernt, weshalb der Ort gut von Touristen erreicht werden kann.